# Анташкевич, Фёдор Кузьмич
Фёдор Кузьмич Анташкевич (1922—1945) — советский военнослужащий. Участник Великой Отечественной войны. Герой Советского Союза (1945, посмертно). Гвардии старший сержант.

## Биография
Фёдор Кузьмич Анташкевич родился в 1922 году (по другим данным, 24 августа 1923 года) в деревне Козигорка Оршанского уезда Витебской губернии (ныне Толочинского района Витебской области Республики Беларусь) в крестьянской семье Кузьмы Кондратьевича и Фёклы Семёновны Анташкевич. Белорус. Окончил 7 классов школы в соседнем селе Обольцы. В 1939 году после смерти жены Кузьма Кондратьевич с тремя сыновьями — Фёдором, Семеном и Анатолием — переехал в деревню Кислое Омской области (ныне Ишимского района Тюменской области). Здесь семья купила дом, обзавелась личным хозяйством. Отсюда в октябре 1941 года Ишимским районным военкоматом Омской области Ф. К. Анташкевич был призван в Красную Армию.
Красноармеец Ф. К. Анташкевич участвовал в Битве за Москву, в Ржевской битве. В 1942 году был тяжело ранен, лечился в госпитале. После выздоровления Фёдора Кузьмича направили в школу младших командиров, где он освоил воинскую специальность наводчика артиллерийского орудия. С апреля 1943 года младший сержант Ф. К. Анташкевич воевал на Воронежском фронте в составе 2-го истребительно-противотанкового полка 40-й армии. До лета 1943 года полк, в котором служил Фёдор Кузьмич, занимал оборонительные позиции на стыке современных Белгородской и Сумской областей. Перед началом Курской битвы 2-й армейский истребительно-противотанковый артиллерийский полк был преобразован в 1664-й истребительно-противотанковый артиллерийский полк Резерва Главного Командования. Летом-осенью 1943 года наводчик артиллерийского орудия 2-й батареи полка младший сержант Ф. К. Анташкевич сражался на Курской дуге, освобождал Левобережную Украину, форсировал Днепр, участвовал в боях на Букринском плацдарме в районе села Григоровка, колёсами и огнём орудия поддерживал наступление стрелковых частей 27-й армии 1-го Украинского фронта в ходе Киевской наступательной операции.
В конце января 1944 года 1664-й истребительно-противотанковый артиллерийский полк был включён в состав 1-й танковой армии. Ф. К. Анташкевич был произведён в сержанты и в этом качестве принимал участие в Проскуровско-Черновицкой операции. В сложной боевой обстановке Фёдор Кузьмич действовал смело и решительно, поддерживая наступление танков. В ходе операции в бою 21 марта 1944 года его орудие уничтожило 10 автомашин с грузами, 15 повозок с боеприпасами и военным имуществом и до 15 солдат противника. 29 марта 1944 года он в составе своего подразделения участвовал в освобождении города Черновицы. За отличие в боях приказом НКО СССР № 0016 от 25 апреля 1944 года 1-я танковая армия была преобразована в 1-ю гвардейскую, а 1664-й ИПТАП стал 296-м гвардейским. Гвардии сержант Ф. К. Анташкевич был назначен на должность командира артиллерийского орудия 2-й батареи полка.
В мае 1944 года 296-й гвардейский истребительно-противотанковый полк РГК был придан 38-й армии 1-го Украинского фронта и поддерживал наступление её 101-го стрелкового корпуса в ходе Львовско-Сандомирской операции. В боях на подступах к городу Львову расчёт гвардии сержанта Ф. К. Анташкевича проявил стойкость и выдержку, став примером для других расчётов полка. Противник, сосредоточив в районе сёл Загорье и Волков Пустомытовского района Львовской области два полка 101-й горной дивизии, 27 июля 1944 года перешёл в контратаку при поддержке 60 всадников, двух самоходных артиллерийских установок и двух танков. Ударом с правого фланга он стремился выйти в тыл наступающих стрелковых частей корпуса, но у села Грабник на его пути встали батареи 296-го гвардейского артиллерийского полка. Гвардии сержант Ф. К. Анташкевич, выдвинув орудие на открытую позицию, подпустил врага на 200—300 метров и открыл по нему ураганный огонь, уничтожив в ходе боя до 50 солдат и офицеров неприятеля, 1 автомашину и 2 подводы с боеприпасами. В ходе осеннего наступления 1944 года 296-й гвардейский истребительно-противотанковый артиллерийский полк был передан 25-му танковому корпусу, в составе которого воевал до конца войны. Осенью 1944 года гвардии сержант Ф. К. Анташкевич участвовал в боях в Карпатах, где был тяжело ранен.
Вернувшись после лечения в госпитале в свою часть, переформированную в 296-й гвардейский лёгкий артиллерийский полк в составе 25-го танкового корпуса, Ф. К. Анташкевич получил звание гвардии старшего сержанта. Зимой 1945 года он участвовал в Сандомирско-Силезской и Нижне-Силезской операциях 1-го Украинского фронта. Особо отличился в боях у города Губен на территории Германии в период с 1 по 4 марта 1945 года.
1 марта 1945 года на подступах к городу Губен немецкие подразделения численностью более 500 человек при поддержке самоходных орудий и артиллерии контратаковали позиции, на которых располагалась батарея 296-го гвардейского легкого артиллерийского полка. Орудие гвардии старшего сержанта Ф. К. Анташкевича вело меткий огонь по противнику, уничтожив 50 вражеских солдат. Когда немцам всё же удалось приблизился к батарее, Ф. К. Анташкевич поднял свой расчёт в атаку и в рукопашной схватке отбросил вражеских солдат. Преследуя отступающего противника, он со своими бойцами захватил позиции немцев на безымянных высотах, которые господствовали над местностью. На следующий день немцы, не смирившись с потерей стратегически важных рубежей обороны, семь раз атаковали позиции батареи, и дважды расчёт Ф. К. Анташкевича вступал в неравную рукопашную схватку с врагами и выходил победителем. На рассвете 4 марта немцы вновь пошли в атаку, но, несмотря на значительный перевес в живой силе, не смогли овладеть позициями артиллеристов. Когда в ходе боя возникла небольшая пауза, командир батареи собрал бойцов в доме на одной из высот. В этот момент немецкому отряду удалось незамеченным подобраться к позициям батареи и блокировать её личный состав в доме. По приказу командира батареи Фёдор Кузьмич ползком добрался до артиллерийского орудия, стоявшего на огневой позиции возле дома, и открыл огонь по атакующему противнику. Одновременно группа артиллеристов, оборонявшихся в доме, перешла в контратаку и в ожесточённой рукопашной схватке отбросила неприятеля, уничтожив до 30 вражеских солдат и захватив 2 ручных пулемёта. Батарея отстояла занимаемые позиции, но в этом бою старший сержант Ф. А. Анташкевич погиб в результате прямого попадания в орудие вражеского снаряда.
10 апреля 1945 года указом Президиума Верховного Совета СССР старшему сержанту Федору Кузьмичу Анташкевичу было присвоено звание Героя Советского союза посмертно. Похоронен Ф. К. Анташкевич на мемориальном кладбище советских воинов Цыбинка-Бялкув в Слубицком повяте Любушского воеводства Польской Республики (могила № 110).
|  |

## Награды
- Медаль «Золотая Звезда» (10.04.1945, посмертно);
- орден Ленина (10.04.1945, посмертно);
- орден Красной Звезды (06.10.1944);
- медаль «За отвагу» (15.04.1944);
- медаль «За боевые заслуги» (10.03.1944).

## Память
- Памятный знак в деревне Козигорки Толочинского района Витебской области Республики Беларусь.
- Мемориальная доска на здании Оболецкой средней школы в деревне Обольцы Толочинского района Витебской области Республики Беларусь.
- Памятник Ф. К. Анташкевичу в селе Новотравное Ишимского района Тюменской области Российской Федерации.
- Имя Героя Советского Союза Ф. К. Анташкевича носит МОУ «Новотравинская средняя общеобразовательная школа» и одна из улиц села Новотравное Ишимского района Тюменской области.

## Документы
- Общедоступный электронный банк документов «Подвиг Народа в Великой Отечественной войне 1941—1945 гг.» Архивировано 13 марта 2012 года.

Комплект наградных документов на звание Героя Советского Союза. Архивировано 12 мая 2013 года.
Комплект наградных документов на орден Красной Звезды. Архивировано 12 мая 2013 года.
Приказ о награждении медалью «За отвагу». Архивировано 12 мая 2013 года.
- Обобщённый банк данных «Мемориал». Архивировано 10 мая 2012 года.

ЦАМО, ф. 58, оп. 18003, д. 577 (недоступная ссылка — история).
ЦАМО, ф. 58, оп.977525 , д. 214 (недоступная ссылка — история).
- Решение Думы ОМО Ишимский район от 31.03.2005 № 220 «О присвоении имени Анташкевича Ф. К. МОУ «Новотравнинская средняя общеобразовательная школа»».